# Good Girls Go Bad
«Good Girls Go Bad» es una canción del grupo de pop punk Cobra Starship, perteneciente al disco Hot Mess. Fue lanzada digitalmente el 11 de mayo de 2009 a través de iTunes.

## Video musical
El video de esta canción fue filmado el 3 de mayo de 2009 en la ciudad de Nueva York, fue dirigido por Kai Regan y se estrenó el lunes 29 de junio de 2009. Leighton grabó el clip mientras estaba en la ciudad por el Costume Institute Gala 2009. El concepto del video es que Meester va a un club clandestino con estanterías de alcohol, mesas de juego y una pista de baile. La banda está a cargo de la plata de arriba como un frente para ocultar la operación de libertinaje. Para obtener acceso al club ilegal, los clientes deben pedir el sándwich correcto y continuar por una escalera. Meester y Victoria Asher, la tecladista de la banda, intercambian varios mensajes de texto mientras en el club hacen referencia sobre un paquete escondido en la cabida del DJ. Meester recupera el paquete y poco después, el club es asaltado por la policía. Al final del video, es revelado que Asher y Meester eran agentes encubiertas partícipes de esa operación. El vídeo cuenta con la participación de Andrew Mrotek exbaterista de The Academy Is...  aunque solo como un cameo.  También se ve a un hombre al que se le ha dado un "tartazo", probablemente recordando el sencillo anterior The city is at war. El video fue nominado para los MTV Video Music Awards 2009 en las categorías Mejor Video Pop y Mejor Dirección, aunque no ganó ninguna de ellas.